# Susan O’Connor
Susan O’Connor (ur. 3 maja 1977 w Calgary) – kanadyjska curlerka, srebrna medalistka Zimowych Igrzysk Olimpijskich 2010.
O’Connor zaczęła grać w curling w 1989. W latach 1995 i 1996 dochodziła do finałów prowincjonalnych rozgrywek juniorów, jednak nie udało się jej przedostać na arenę krajową.
W 1998 jako skip wystąpiła w finale Alberty seniorek, przegrała tam z Cathy Borst – późniejszą mistrzynią Kanady i brązową medalistką MŚ. Dwa lata później, jako trzecia w drużynie Kevina Koe wygrała Mistrzostwa Kanady Mikstów 2000, sukces ten powtórzyła w 2008, tym razem u boku Deana Rossa. Uczestniczyła w Pierwszych Mistrzostwach Świata Par Mieszanych, gdzie zajęła 5. miejsce.
W sezonie 2001/2002 O’Connor dołączyła do Cheryl Bernard. Pierwszy raz w mistrzostwach Alberty triumfowała w 2007, drugi raz wygrała w 2009. Podczas występów na Scotties Tournament of Hearts drużyna uplasowała się odpowiednio na 5. i 7. miejscu.
Pod koniec 2009 zespół Bernard wygrał Canadian Olympic Curling Trials 2009, tym samym Susan O’Connor zadebiutowała na ZIO 2010. Jako gospodyni olimpijska zdobyła srebrny medal ulegając w finale Szwedkom (Anette Norberg) 6:7.
Po rozpadzie drużyny olimpijskiej O’Connor pozostała z Bernard. Zawodniczki nie odnosiły dobrych wyników, w 2014 Bernard postanowiła zakończyć karierę sportową. W sezonie 2014/2015 Susan O’Connor dowodzi swoim zespołem.

## Wielki Szlem
| Turniej                | 2006/2007 | 2007/2008 | 2008/2009 | 2009/2010 | 2010/2011 | 2011/2012 | 2012/2013 | 2013/2014 | 2014/2015 |
| ---------------------- | --------- | --------- | --------- | --------- | --------- | --------- | --------- | --------- | --------- |
| Autumn Gold            | SF        | x         | F         | QF        | QF        | QF        | QF        | x         | x         |
| Manitoba Lotteries     | x         | SF        | QF        | QF        | x         | SF        | QF        | A         | A*        |
| Colonial Square        | ?*        | ?*        | A*        | ?*        | A*        | A*        | x         | A         | A         |
| Masters                | ?*        | ?*        | ?*        | ?*        | ?*        | x*        | A         | A         | A         |
| Canadian Open          | —         | —         | —         | —         | —         | —         | —         | —         |           |
| Players’ Championships | SF        | SF        | SF        | W         | QF        | A         | A         | A         |           |

| —  | = turniej nie odbył się                          |
| A  | = nie uczestniczyła                              |
| x  | = nie zakwalifikowała się do fazy finałowej      |
| QF | = ćwierćfinał                                    |
| SF | = półfinał                                       |
| F  | = finał                                          |
| W  | = zwycięstwo                                     |
| *  | = turniej niezaliczany do cyklu Wielkiego Szlema |

### Nierozgrywane
| Turniej               | 2006/2007 | 2007/2008 | 2008/2009 | 2009/2010 | 2010/2011 |
| --------------------- | --------- | --------- | --------- | --------- | --------- |
| Wayden Transportation | QF        | x         | SF        | —         | —         |
| Sobeys Slam           | —         | x         | x         | —         | A         |

## Drużyna
|           | Czwarta        | Trzecia          | Druga              | Otwierająca      |
| --------- | -------------- | ---------------- | ------------------ | ---------------- |
| 2014/2015 | Susan O’Connor | Lawnie MacDonald | Denise Kinghorn    | Cori Morris      |
| 2012/2014 | Cheryl Bernard | Susan O’Connor   | Lori Olson-Johns   | Shannon Aleksic  |
| 2011/2012 | Cheryl Bernard | Susan O’Connor   | Lori Olson-Johns   | Jennifer Seidler |
| 2005/2011 | Cheryl Bernard | Susan O’Connor   | Carolyn Darbyshire | Cori Bartel      |
| 2004/2005 | Cheryl Bernard | Susan O’Connor   | Jody McNabb        | Karen Ruus       |
| 2002/2004 | Cheryl Bernard | Susan O’Connor   | Joanne Sipka       | Karen Ruus       |
| 2001/2002 | Cheryl Bernard | Susan O’Connor   | Barb Davies        | Karen Ruus       |

| Mikst | Czwarty/-a | Trzeci/-a      | Drugi/-a       | Otwierający/-a    |
| ----- | ---------- | -------------- | -------------- | ----------------- |
| 2008  | Dean Ross  | Susan O’Connor | Tim Krassman   | Susan Wright      |
| 2000  | Kevin Koe  | Susan O’Connor | Greg Northcott | Lawnie Goodfellow |

## CTRS
Pozycje drużyn Susan O’Connor w rankingu CTRS:
- 2013–2014 – 11.[9]
- 2012−2013 – 10.
- 2011–2012 – 8.
- 2010–2011 – 8.
- 2009–2010 – 2.
- 2008–2009 – 4.
- 2007–2008 – 6.
- 2006–2007 – 4.